# Cidadania organizacional
Conceito presente em administração, a cidadania organizacional é um comportamento discricionário que não faz parte das exigências funcionais de um cargo, mas que auxilia a criação do funcionamento eficaz da organização. Assim, o conjunto de ações informais dos trabalhadores que beneficiam a organização representam os comportamentos de cidadania organizacional – conhecidos como CCO.
Empresas bem sucedidas exigem que seus funcionários façam mais do que seus deveres usuais e apresentem desempenho que exceda as expectativas. No ambiente organizacional dinâmico de hoje, os funcionários precisam adotar um comportamento correspondente ao de um “bom cidadão”, como oferecer-se voluntariamente para realizar tarefas, auxiliar as equipes, evitar conflitos, revelar respeito pelas regulamentações, políticas e cultura da empresa e criar sugestões para melhorias dentro da empresa.

## Origem
O Comportamento de cidadania organizacional (CCO) tem sido estudado desde o final da década de 70, mas o interesse acerca do tema aumentou substancialmente nas últimas três décadas. A expressão “ comportamentos de cidadania organizacional” foi empregada pela primeira vez por Bateman e Organ (1983) e Smith, Organ e Near (1983) em um estudo analítico no qual foi utilizado como amostra empregados e seus respectivos supervisores de dois bancos. Os autores referiam-se aos comportamentos dos subordinados que eram estimados pelos supervisores mas que não podiam ser exigidos pelos mesmos. Nesta iniciativa de identificação dos comportamentos de cidadania organizacional, os promotores do estudo realizaram perguntas aos supervisores sobre quais eram os comportamentos por eles apreciados, pelo fato de aumentarem a eficácia e a eficiência da operação organizacional, e assim puderam identificar dezesseis comportamentos e construir uma medida de CCO baseada em dois fatores: altruísmo e consciência geral. O primeiro refere-se às ações com intenção de prestar auxílio a alguém, enquanto o segundo diz respeito aos comportamentos que contribuem com o bom funcionamento da empresa.
Em 1988, Organ definiu o CCO como o “comportamento individual discricionário, não direta ou explicitamente reconhecido pelo sistema formal de recompensas e que no seu conjunto promove o eficaz funcionamento da organização” (Organ, 1988, p. 4), uma conceituação amplamente utilizada ao longo das décadas conseguintes.

## Desempenho contextual
Com o crescimento da competitividade no ambiente de trabalho, fato que exigiu que os empregados se dedicassem além do que sua função exigia anteriormente. Assim, Borman e Motowidlo (1993) definem desempenho contextual como os comportamentos de trabalho e atitude que não contribuem para a empresa no que se refere a aspectos sociais e psicológicos. Esse conceito abrange quatro dimensões: persistir com entusiasmo e dedicação máxima para finalizar as atividades, oferecer assistência na realização de tarefas de outros, seguir normas e procedimentos da organização, e sustentar, defender os objetivos das companhias.
Tanto CCO quanto desempenho contextual são comumente comparados, devido aos dois abrangerem comportamentos de colaboradores que desempenhem funções e atividades que não são formalmente responsáveis, os quais realizam com o objetivo de obter desenvolvimento e sucesso para a organização como um todo. Os funcionários tem liberdade de escolher se querem ou não apresentarem os referidos comportamentos, além de decidirem o momento e a intensidade que desejam praticá-los.
Por outro lado, no conceito de desempenho contextual não determina que os comportamentos sejam de extra função, mas sim de “não tarefa”, os quais podem gerar reconhecimentos e recompensas formais, enquanto, na definição de CCO não há a possibilidade de reconhecimento formal relacionado diretamente a esse. Em algumas situações, os CCO podem instigar algum reconhecimento, porém o mesmo seria de forma indireta e não teria se a certeza de que tal recompensa foi determina pela CCO (Organ, 1997).

## Comportamento organizacional em diferentes culturas
Os estudos a respeito do CCO foram conduzidos, até 1997, em culturas de países do Ocidente. Farh, Earley e Lin foram os pioneiros no que tange à análise dos comportamentos de cidadania organizacional em um país oriental, concentrando-se em julgar se o CCO possui, ou não, aplicação e significado universal, isto é, em culturas abruptamente distintas. Os resultados do estudo, que construiu uma escala para a população de Taiwan, revelou que entre as cinco dimensões de CCO identificadas, três delas coincidiram com aquelas levantadas por outros autores. As outras duas dimensões – a proteção dos recursos da empresa e a harmonia interpessoal – mostraram existência específica da cultura de Taiwan.
O resultado do estudo de Farh, Earley e Lin aponta que existem dimensões de comportamentos organizacionais que são comuns (etics) em culturas díspares assim como há dimensões específicas e pontuais para determinadas culturas (emics).

## As dimensões dos Comportamentos de Cidadania Organizacional
Recentemente, estudiosos têm incidido sobre comportamentos de empregados que ultrapassam os requisitos formais do trabalho. Uma revisão de literatura demonstra aproximadamente trinta comportamentos variados que se sobrepõem e podem ser divididos em sete categorias:
- Altruísmo: é uma importante forma de comportamento de cidadania organizacional, que, geralmente, é considerado por qualquer indivíduo que trabalha na organização. Consiste no fornecimento de ajuda voluntária aos outros e a prevenção de conflitos e problemas de carreira. (Organ et al., 2006).
- Desportivismo: dimensão que inclui a tolerância de problemas de trabalho, não atribuir culpas à organização ou a outros e não trabalhar para os outros por bajulação. (Organ, 1990).
- Virtude Cívica: caracterizada por comportamentos voluntários por parte dos funcionários que demonstram sua cooperação responsável, a participação e a verdadeira preocupação com a vida da organização. É o compromisso total com a organização, percebido em "presença em todas as reuniões", "expressão de opiniões pessoais sobre as estratégias adaptadas pela organização", "monitoramento ambientais oportunidades e ameaças", por exemplo. (Podsakoff et al., 2000).
- Consciência: comportamentos voluntários por parte dos funcionários que excedem exigências de trabalho quanto à aspectos de presença, obediência, regras e regulamentos. (Organ et al., 2006)
- Lealdade: está relacionada à identidade e obediência ao gerente, bem como a ação de ir além dos interesses do grupo dos indivíduos, que incluem "seriedade em publicidade para a organização", "apoiar a organização contra os outros" e "permanecendo comprometida sob nenhuma circunstância" (Organ et al., 2006).
- Obediência: comportamentos de cidadania organizacional já que nem todo empregado obedece totalmente as regras organizacionais. Partindo deste fundamento, o empregado que segue a regulamentação da empresa, mesmo quando ninguém está observando, é considerado um bom cidadão (Podsakoff et al., 2000).
- Autodesenvolvimento: Envolve atividades voluntárias por parte dos funcionários para aperfeiçoar habilidades e conhecimentos de trabalho, além da exigir o acompanhamento das últimas tendências na carreira praticada. Esta dimensão relaciona-se diretamente com os esforços individuais dos membros para melhorar a produtividade (Van Dyne e Graham, 1994).

## Comportamento organizacional pró-social
Segundo Brief e Motowidlo (1986), o comportamento organizacional pró-social é estabelecido com comportamentos individuais destinadas a promover o bem-estar individual e organizacional, como: ser desempenhado por qualquer empregado da organização, deve ser categoricamente relacionado a um outro funcionário, ou grupo ou organização que haja interação no desenvolvimento das funções e precisa ser realizado com a intenção direta de proporcionar o bem-estar do indivíduo. A principal diferença desse conceito para o CCO é que o primeiro se refere a um comportamento relacionado ao indivíduo, prejudicando a organização como um todo, enquanto, o segundo é a organização.

## Comportamento de função extra
Van Dyne, Cummings e Mclean-Parks definiram pela primeira vez o comportamento de extra função, em 1995 (Organ, Podsakoff e MacKenzie, 2006). O comportamento de extra função é conceituado como o "comportamento que tenta beneficiar a organização e que vai além das expectativas de função existentes” (Organ et al., 2006, p. 36). Esse conceito se assemelha em vários aspectos com o CCO, contudo, no comportamento de extra função há a presença de denúncia e desacordo organizacional fundamentados em princípios. Near e Miceli (1987), afirmam que as práticas antiéticas e ilegais são informadas aos superiores por meio de um relatório realizado por outro empregado (Organ et al., 2006). Já, Graham (1986), diz que desacordo organizacional baseado em princípios é uma forma dos outros funcionários clamarem contra a empresa motivado por algo que julgarem injusto (Organ et al., 2006). O objetivo da ocorrência desses comportamentos de extra função é gerar o bem estar da organização, atitudes que não são necessariamente exigidas na descrição de seu papel ou função a do posto que trabalha.

## Comportamentos dirigidos ao indivíduo e à organização
Williams e Anderson (1991) recomendam que o conceito de CCO seja dividido em duas dimensões, as quais são constituídas de acordo com a função que os comportamentos são direcionados. Assim, os dois tipos são: Comportamento de Cidadania organizacional - os indivíduos (CCO-I) em que os comportamentos são voltados a outras pessoas no local de trabalho, e, o Comportamento de Cidadania Organizacional – para a Organização (CCO-O), o qual inclui comportamentos destinados à organização como um todo. Também há a definição de que o CCO-I e uma conjugação de altruísmo e cortesia são comportamentos direcionados para outros funcionários. Já consciência, virtude cívica e desportivismo são ações voltadas ao benefício da organização e, por isso são considerados como CCO-O.

## Diferenças de gênero
Existem inúmeras e constantes pesquisas que tratam de estereótipos quanto ao gênero. Assim, Spence e Helmreich (1980) identificaram que determinados comportamentos são mais frequentes das mulheres – geralmente aqueles relacionados a interesses entre pessoas e a preocupação com os demais – enquanto outros são normalmente mais observados entre homens, os quais normalmente são mais agressivos e independentes.
Ao considerar as definições de CCO-I e o CCO-O, os comportamentos relacionados ao CCO-I são mais femininos e os relativos ao CCO-O mais masculinos. Não há identificação de gênero quanto a aspectos de meticulosidade (Kidder e Parks, 2001).

## Comportamento de trabalho contraproducente
O comportamento de trabalho contraproducente (CTT) é conceituado como comportamentos propositais de empregados que infringem as regras e normas da organização, os quais prejudicam a organização em geral (Robinson e Bennett, 2000). Vardi e Weitz (2004), acreditam que estes comportamentos possuem a influencia de fatores particulares ou da própria personalidade ou até mesmo de alguma situação. O CTT pode ser medido por meio de escalas psicológicas.
Assim, interpreta-se que as definições de CCO e CTT são contrárias uma a outra, uma vez que o comportamento do primeiro auxilia no crescimento da empresa enquanto o segundo interfere negativamente em seu desenvolvimento . Logo, o mesmo colaborador não poderia apresentar ambos comportamentos citados. Contudo, uma meta análise de Dalal (2005) comprovou que a afirmação acima não está correta, uma vez que os resultados sugeriam que os comportamentos CCO e CTT tinham uma mínima conexão negativa, também identificou-se que há divergências na mensuração e padrão de relação entre os antecedentes e os dois comportamentos. Por isso, CCO e CTT devem ser analisados separadamente e não podem ser relacionados.